# التعذيب في سجون إسرائيل
يقبع ما يقارب إثني عشر ألفاً أسير عربي من لبنان وفلسطين والجولان السوري المحتل والأردن ومصر، ومن بين المعتقلين 32 اسيراً مضى على اعتقالهم أكثر من عشرين عاما. إضافة إلى احتجاز 300 طفل و120 امرأة ومقتل 181 تحت التعذيب.

## قتلى تحت التعذيب
- عون سعيد حسين العرعير - 1971[1]
- محمد يوسف الخواجا - 1976[2]
- مصطفى العكاوي - 1992[3]